# Julie Bright
Julie Bright (geb. Goodrich; * 1965) ist eine ehemalige US-amerikanische Weitspringerin.
Bright gewann 1991 bei den Panamerikanischen Spielen in Havanna die Bronzemedaille.
Ihre persönliche Bestleistung von 6,56 m stellte sie am 28. Juni 1992 in New Orleans auf.
Sie studierte an der University of Oregon und leitet das Stars & Stripes Track Camp.